# أليكس جونزاليس
أليكس جونزاليس (بالإسبانية: Álex González) هو ممثل إسباني، ولد في 13 أغسطس 1980 بمدريد في إسبانيا.

## أعمال

### أفلام
- (2007) ضوء الأحد
- (2011)  الدرجة الأولى[2]

## وصلات خارجية
- أليكس جونزاليس على موقع IMDb (الإنجليزية)
- أليكس جونزاليس على موقع ألو سيني (الفرنسية)
- أليكس جونزاليس على موقع أول موفي (الإنجليزية)
- أليكس جونزاليس على موقع قاعدة بيانات الأفلام السويدية (السويدية)
- أليكس جونزاليس على موقع قاعدة بيانات الفيلم (الإنجليزية)
- أليكس جونزاليس على موقع كينوبويسك (الروسية)